# Mateo Bandello
Mateo Bandello (c.1480 - 1562) fou un escriptor italià autor de relats i novel·les breus de gran èxit durant l'edat moderna. Les històries, traduïdes a diverses llengües, es basaven majoritàriament en successos escandalosos reals embellits amb passatges provinents de la tradició literària. Aquests relats (més de 200 de publicats) van influir en William Shakespeare o Lope de Vega, entre altres autors de renom, i s'allunyaven dels cànons clàssics fins i tot en la llengua, atès que estaven escrits en piemontès.